# Alluri Sitarama Raju
Alluri Sitarama Raju (4 juillet 1897 - 7 mai 1924) est un révolutionnaire indien qui a mené une campagne armée contre la domination coloniale britannique en Inde. Né dans l'actuel Andhra Pradesh, il est impliqué dans l'opposition aux Britanniques en réponse au Madras Forest Act de 1882, qui restreignait activement la libre circulation des Adivasis dans leurs habitats forestiers et les empêchait de pratiquer leur forme traditionnelle d'agriculture appelée podu, ce qui menaçait la totalité de leur mode de vie. Le mécontentement croissant envers les Britanniques conduit à la rébellion de Rampa de 1922 dans laquelle Alluri Sitarama Raju joue le rôle principal en tant que chef. Rassemblant des forces combinées d'Adivasis, d'agriculteurs et d'autres sympathisants, il s'engage dans des campagnes de guérilla contre les Britanniques dans les régions frontalières de la présidence de Madras (qui font maintenant partie des anciens districts du Godavari oriental et de Visakhapatnam). Il reçut le titre de « Manyam Veerudu » (i.e. Héros de la Jungle) par la population locale pour ses exploits héroïques.
Né dans une famille parlant télougou sous le nom de Alluri Rama Raju, il ajoute le préfixe Sita en mémoire d'un amour de jeunesse dont le décès prématuré lui a brisé le cœur. Plus tard à 18 ans, il choisit la voie du sannyâsa, et devient par la suite un leader charismatique des peuples tribaux opprimés dans l'Inde coloniale du xxe siècle. Exploitant le mécontentement généralisé contre la domination coloniale britannique dans le contexte du mouvement de non-coopération de 1920, Alluri mène ses forces dans la rébellion de Rampa de 1922 contre les dirigeants coloniaux dans le but de les expulser de la région des Ghâts orientaux. Au cours de cette rébellion, il lance de nombreux raids sur les commissariats impériaux afin d'acquérir des armes à feu pour ses hommes sous-équipés. Après chaque raid, il laisse derrière lui une lettre écrite par lui informant la police des détails de son pillage là-bas, y compris des détails sur les armes dont il s'était séparé et les défiait de l'arrêter s'ils le pouvaient.
Les postes de police dans les alentours des zones d'Annavaram, Addateegala, Chintapalle, Dammanapalli, Krishna Devi Peta, Rampachodavaram, Rajavommangi et Narsipatnam ont tous été ciblés par ses forces, entraînant d'importantes pertes policières. En réponse à ces raids et pour réprimer la rébellion, les autorités coloniales britanniques organisent une chasse à l'homme de près de deux ans pour Alluri, entraînant des dépenses atteignant plus de 4 millions de roupies de l'époque. Finalement, en 1924, il est piégé par les Britanniques au village de Koyyuru,  dans les forêts de Chintapalli. Il y est capturé, attaché à un arbre et sommairement exécuté par un peloton d'exécution. Un mausolée où reposent ses restes a été construit dans le village de Krishnadevipeta dans l'Andhra Pradesh.
Depuis le 4 avril 2022, dans le cadre de la réorganisation territoriale de l'État d'Andhra Pradesh initiée entre 2019 et 2022, un nouveau district est baptisé en l'honneur d'Alluri Sitarama Raju. Le district d'Alluri Sitharama Raju, d'où est originaire le révolutionnaire, est situé aux confins du Telangana, du Chhattisgarh et de l'Orissa, un territoire essentiellement forestier et montagneux, sur les Ghats orientaux.